# سيزار روميرو (لاعب كرة قدم)
سيزار روميرو (بالإنجليزية: Cesar Romero)‏ (2 أغسطس 1989 في الولايات المتحدة - ) هو لاعب كرة قدم أمريكي في مركز الهجوم. لعب مع بيونيك يريفان ونادي شيفاز يو إس أي ونادي فاردار وCoras FC ‏ وTSG Thannhausen ‏ وMurciélagos F.C. ‏.

## وصلات خارجية
- سيزار روميرو على موقع الدوري الأمريكي (الإنجليزية)
- سيزار روميرو على موقع قاعدة بيانات كرة القدم.إي يو (الإنجليزية)
- سيزار روميرو على موقع Soccerway.com (الإنجليزية)